# Titularbistum Dionysias
Dionysias (ital.: Dionisiade) ist ein Titularbistum der römisch-katholischen Kirche. Es geht zurück auf einen untergegangenen Bischofssitz in der gleichnamigen antiken Stadt, die in römischen Provinz Arabia Petraea im heutigen Syrien lag. Er war als Suffraganbistum der  Kirchenprovinz Bostra zugeordnet.
| Titularbischöfe von Dionysias |                                       |                                                                    |                   |                    |
| Nr.                           | Name                                  | Amt                                                                | von               | bis                |
| 1                             | Kunemund                              | Weihbischof in Naumburg (Heiliges Römisches Reich)                 | 1390              |                    |
| 2                             | Levinus Brunstorp OP                  | Weihbischof in Halberstadt und Schwerin (Heiliges Römisches Reich) | 1478              | 1487               |
| 3                             | Richard Pauli-Stravius                | Weihbischof in Köln (Heiliges Römisches Reich)                     | 21. Oktober 1641  | 24. Januar 1654    |
| 4                             | Jean Antoine Blavier OFMConv          | Weihbischof in Lüttich (Heiliges Römisches Reich)                  | 4. Mai 1654       | 9. Juli 1699       |
| 5                             | Stanisław Szembek                     | Weihbischof in Krakau (Polen)                                      | 11. Januar 1690   | 21. Juni 1700      |
| 6                             | Lorenzo Armengual del Pino de la Mota | Weihbischof in Saragossa (Spanien)                                 | 3. Januar 1701    | 6. Mai 1715        |
| 7                             | Basilio Matranga OSBM                 |                                                                    | 19. August 1715   | 7. Oktober 1726    |
| 8                             | Melchior Jan Kochnowski               | Weihbischof in Chełm (Polen)                                       | 17. Juli 1775     |                    |
| 9                             | Vicente Ferrer Carreras OP            | Apostolischer Koadjutorvikar von Fujian (China)                    | 6. Oktober 1866   | 16. September 1867 |
| 10                            | Thomas-Marie Gentili OP               | Apostolischer Koadjutorvikar von Fujian (China)                    | 7. Juni 1868      | 30. August 1888    |
| 11                            | Giovanni Volpi                        | Weihbischof in Lucca (Italien)                                     | 15. August 1897   | 14. November 1904  |
| 12                            | Antoine Alphonse de Wachter           | Weihbischof in Mechelen (Belgien)                                  | 21. Juni 1909     | 15. November 1932  |
| 13                            | Antonio Lippolis                      | emeritierter Bischof von Ugento (Italien)                          | 18. November 1932 | 22. Dezember 1942  |
| 14                            | Ilario Alcini                         | Apostolischer Visitator                                            | 23. August 1943   | 27. Oktober 1951   |
| 15                            | Carlo Celik                           | Apostolischer Administrator von Banjaluka (Jugoslawien)            | 15. Dezember 1951 | 11. August 1958    |
| 16                            | Daniel Willem Stuyvenberg SM          | Apostolischer Vikar von Süd-Salomonen (Salomonen)                  | 27. November 1958 | 15. November 1966  |